# Hondurees honkbalteam

Vlag van Honduras.

Het Hondurees honkbalteam is het nationale honkbalteam van Honduras. Het team vertegenwoordigt Honduras tijdens internationale wedstrijden. Het Hondurees honkbalteam hoort bij de Pan-Amerikaanse Honkbal Confederatie (COPABE). 

## Wereldkampioenschappen
Honduras nam 5x deel aan de wereldkampioenschappen honkbal. De zesde plaats in de eindrangschikking in het tweede kampioenschap van 1973 was de hoogste klassering.
| Editie    | 1950 | 1952 | 1961 | 1972 | 1973 ** |
| Prestatie | 12e  | 13e  | 7e   | 11e  | 6e      |

*  ** WK in Nicaragua